# Annette Henninger
Annette Henninger (* 6. Juli 1966 in Kassel) ist eine deutsche Politikwissenschaftlerin. Sie ist Professorin für Politik und Geschlechterverhältnisse mit Schwerpunkt Sozial- und Arbeitspolitik an der Philipps-Universität Marburg.

## Leben
Henninger absolvierte zunächst eine Ausbildung zur Bürokauffrau bei der Firma Michelin in Karlsruhe. Danach studierte und promovierte sie an der Freien Universität Berlin. Der Titel ihrer Dissertation ist Chancen und Barrieren für Frauenförderung in der lokalen Arbeitsmarktpolitik. Umsetzung von Frauenfördermaßnahmen in der Berliner Arbeitsmarktpolitik zwischen 1991 und 1996. 2009 folgte sie dem Ruf an das Institut für Politikwissenschaft der Philipps-Universität Marburg.

## Forschung
Henninger forscht zu den Themen Politische Ökonomie der Geschlechterverhältnisse, feministische Wohlfahrtsstaatsforschung, Demokratie und Geschlecht sowie Qualitativen Methoden. Sie ist Vertrauensdozentin der Hans-Böckler-Stiftung und Rosa-Luxemburg-Stiftung.

## Veröffentlichungen (Auswahl)
- mit Barbara Grubner und Carmen Birkle (Hrsg.): Feminismus und Freiheit. Interdisziplinäre Befragungen. Geschlecht zwischen Vergangenheit und Zukunft. Ulrike Helmer Verlag, 2016, ISBN  978-3897413788.
- mit Christine Wimbauer und Markus Gottwald: Die Gesellschaft als “institutionalisierte Anerkennungsordnung” – Anerkennung und Ungleichheit in Paarbeziehungen, Arbeitsorganisationen und Sozialstaat. Verlag Barbara Budrich, 2007, ISBN 978-3866491267.
- mit Ursula Birsl: Antifeminismen: 'Krisen'-Diskurse mit gesellschaftsspaltendem Potential? Transcript Verlag, 2020, ISBN 978-3837648447.